# Гуров Сергій Вячеславович
Сергі́й Вячесла́вович Гу́ров (нар. 30 червня 1958, с. Хлібне, Харківська область, Українська РСР — 5 квітня 2015, м. Щастя, Луганська область, Україна) — український військовослужбовець, солдат Збройних сил України, учасник російсько-української війни.

## Життєвий шлях
Народився 1958 року в селі Хлібне на Харківщині. Багато років працював електромонтером на Панютинському вагоноремонтному заводі, мешкав в смт Панютине.
Під час події Революції Гідності їздив із товаришами на Майдан у Київ.

### Російсько-українська війна
Після початку російської збройної агресії в Криму та на Донбасі — організували самооборону в Лозовій. Добровольцем прийшов до військкомату, але не пройшов медкомісію. Тоді швидко підлікувався й домігся свого — був зарахований до війська, у ремонтну роту, як спеціаліст із ремонту гаубиць, але 56-річний доброволець хотів бути корисним саме на передовій.
Із серпня 2014-го — стрілець-помічник гранатометника 5-ї механізованої роти 2-го механізованого батальйону 92-ї окремої механізованої бригади, в/ч А0501, с. Клугино-Башкирівка, Харківська область.
Восени 2014 у складі 2-го батальйону бригади відправлений в зону проведення антитерористичної операції, де ніс службу на крайньому блокпосту «Фасад», — на мосту через Сіверський Донець на в'їзді до міста Щастя зі сторони Луганська.
5 квітня 2015 близько 9:30 бойовики окупаційних корпусів з боку піщаного кар'єру (с. Весела Гора) обстріляли з протитанкового керованого комплексу (ПТРК) взводний опорний пункт «Фасад», в околиці міста Щастя. В результаті влучення ракети в мінний шлагбаум (міни прив'язані одна до одної, щоб перегородити дорогу) стався вибух з детонацією протитанкових мін ТМ-62. Четверо військовослужбовців, які перебували в автомобілі ВАЗ-2109 поряд із місцем вибуху, загинули. На місці події знайдено елементи ракети від ПТРК 9М133 «Корнет». Майор Олег Ковбаса, старший сержант Владислав Блінов і солдат Сергій Гуров загинули на місці, старший солдат Олексій Федорченко помер від поранень дорогою до лікарні.
7 квітня із загиблими бійцями 92-ї бригади прощались на базі військової частини у Башкирівці. Похований на кладовищі рідного села Хлібне.
Без Сергія лишилися мати, дружина Ірина, двоє дітей та п'ять онуків.

## Нагороди
За особисту мужність і високий професіоналізм, виявлені у захисті державного суверенітету та територіальної цілісності України, вірність військовій присязі, відзначений — нагороджений орденом «За мужність» III ступеня (23.05.2015, посмертно).

## Вшанування пам'яті
У Щасті, на опорному пункті «Фасад», бійці 92-ї бригади встановили меморіальну плиту на знак пошани до полеглих побратимів.
4 квітня 2017 в Панютиному на адміністративній будівлі біля прохідної Панютинського вагоноремонтного заводу встановлено меморіальну дошку на честь Сергія Гурова.